# Belisario Sosa
Belisario Sosa (Lima, 1846 - ibídem, 13 de febrero de 1933) fue un médico y político peruano. Segundo Vicepresidente de la República del primer gobierno de Augusto Leguía (1908-1912). Ministro de Fomento y Obras Públicas en el segundo gobierno de José Pardo y Barreda (1915-1917).

## Biografía
Cursó estudios en el Seminario de Santo Toribio y en el Convictorio de San Carlos. Luego ingresó a la Facultad de Medicina de la Universidad de San Marcos, donde se graduó de bachiller (1868), licenciado (1869) y doctor en Medicina (1872), recibiéndose además de médico cirujano (1870). Se dedicó también a la docencia universitaria.
Al estallar la Guerra del Pacífico, ofreció sus servicios a la sanidad del Ejército, siendo admitido con el grado de teniente. Junto con su colega Juan Cancio Cancino, organizó el Hospital de la Cruz Blanca, fundado a iniciativa de la señora Jesús Yturbide de Piérola (esposa del dictador Nicolás de Piérola) y otras damas de la alta sociedad limeña. Por este servicio mereció una medalla especial. 
Finalizada la guerra, en 1885 fue nombrado cirujano mayor del ejército. En 1889 pasó  a ser profesor de Higiene Militar en la reorganizada Escuela Militar. Contribuyó a la fundación de la Academia de Medicina, siendo elegido sub-decano (1899) y decano (1903). Fue nombrado director de la clínica externa de mujeres en el Hospital de Santa Ana (1903).[cita requerida] Asistió al Congreso Médico Latinoamericano reunido en Buenos Aires (1904). De vuelta al Perú, organizó y presidió la comisión encargada de estudiar el problema social de la tuberculosis, que inauguró la campaña contra esa enfermedad. 
En el plano político, fue miembro del Partido Constitucional o cacerista, siendo elegido senador por Amazonas (1894), Tumbes (1905 y 1908-1910) y Tacna (1906). Fue también delegado de las cortes de justicia ante la Junta Electoral Nacional (1905-1911), ente que fue disuelto por el presidente Augusto Leguía para evitar los avances de sus opositores. 
Fue elegido segundo vicepresidente de la República para el periodo 1908-1912, acompañando al primer vicepresidente, Eugenio Larrabure y Unanue, en el primer gobierno de Leguía.
Fue presidente de la  Sociedad de Beneficencia Pública (1913-1914). 
Durante el segundo gobierno de José Pardo y Barreda fue nombrado Ministro de Fomento, cargo que ejerció de 23 de agosto de 1915 a 27 de julio de 1917.